# Spilosoma vialis
Spilosoma vialis är en fjärilsart som beskrevs av Charles Oberthür. Spilosoma vialis ingår i släktet Spilosoma och familjen björnspinnare. Inga underarter finns listade i Catalogue of Life.